# Кульков, Артур
Артур Кульков (род. 20 августа 1983, Междуреченск, Кемеровская область, СССР) — российский манекенщик. Входит в число самых высокооплачиваемых моделей-мужчин по версии журнала «Forbes».

## Ранние годы
Артур родился в сибирском городе Междуреченске, Кемеровской области. Затем, в 13-ти летнем возрасте, вместе с родителями переехал жить в Бруклин, США. Там он поступил в Колледж Сейнт Франсис (St. Francis College), который окончил в 2005 году со степенью бакалавра по специальности бизнес-менеджмент. Артур с детства увлекался футболом и хотел сделать карьеру футболиста, однако впоследствии связал свою жизнь с модельным бизнесом.

## Карьера модели
Свою модельную карьеру Артур начал в 2008 году. В сезоне осень-зима 2007-08 принял участие в рекламной кампании французской марки «Sisley», наряду с супермоделью 90-х — Стефани Сеймур. В качестве фотографа выступил скандально известный Терри Ричардсон. В сезоне осень-зима 2008-09 снялся в рекламных кампаниях марок Barneys New York, Original Penguin и Russell & Bromley.

### Подиум
В 2009 году Артур впервые принял участие в показах на неделях моды в Париже, Милане и Нью-Йорке. С тех пор он участвовал в модных шоу брендов Alexis Mabille, Banana Republic, Band of Outsiders, Bill Tornade, Carlo Pignatelli, Corneliani, Dolce & Gabbana, DSquared2, Giorgio Armani, Iceberg, John Galliano, Loden Dager, Levi's, Louis Vuitton, Michael Bastian, Moncler Gamme Bleu, Perry Ellis, Simon Spurr, Thom Browne, Tommy Hilfiger, Trussardi, Vivienne Westwood.

### Журналы
В 2008 году Артур появился на страницах ноябрьского номера американского Vogue. Это была фотосъёмка Нормана Джина Роя, в которой кроме него приняли участие дизайнер Александр Ван и бразильская топ-модель Кэролайн Трентини. После этого он стал регулярно сниматься для различных глянцевых изданий: Antidote, CHAOS Magazine, Details Magazine, Esquire Spain, Glamour, GQ, Harper's Bazaar, Hercules Magazine, L’Officiel Hommes, Manifesto Magazine, Maxim, Vogue Hombre, Z Magazine.

### Рекламные кампании
Список брендов лицом которых успел побывать Артур Кульков, включает в себя Banana Republic, Barney's, Clarks, Esprit, Express, GAP, Gas Jeans, H&M, Kenneth Cole, Lacoste, Lincs by David Chu, Original Penguin, Park & Bond, Perry Ellis, Russell & Bromley. Однако наибольший успех и популярность ему принесли рекламные контракты с брендами Dolce & Gabbana и Tommy Hilfiger…

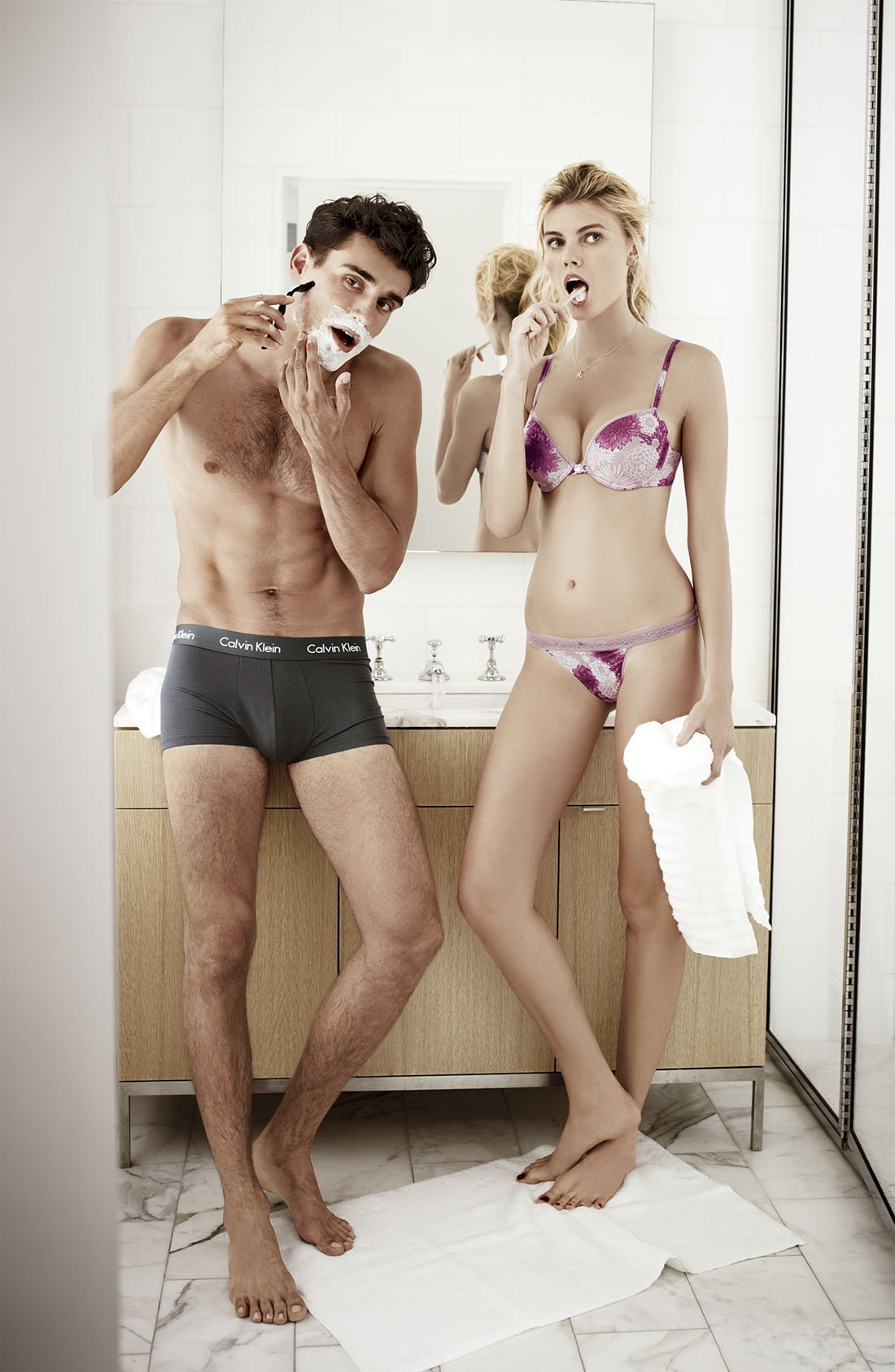

### Сотрудничество сDolce & Gabbana
Артур является одним из любимчиков дизайнеров Доменико Дольче и Стефано Габбана. Он 9 раз участвовал в их показах в рамках Миланской недели моды: весна-лето 2010, осень-зима 2010, весна-лето 2011, осень-зима 2011, весна-лето 2012, осень-зима 2012, осень-зима 2014, весна-лето 2015 и весна-лето 2017. Кроме этого, он дважды становился лицом рекламных кампаний Dolce & Gabbana — осень-зима 2010-11 и осень-зима 2011-12. В обоих случаях в качестве автора выступил американский фэшн-фотограф Стивен Кляйн.

### Сотрудничество сTommy Hilfiger
Главной удачей в модельной карьере Кулькова стал многолетний эксклюзивный контракт с американским брендом «Tommy Hilfiger», лицом которого он является с 2011 года. За время пятилетнего сотрудничества он успел сняться в более чем десяти рекламных кампаниях бренда, а с 2012 года является лицом аромата «Freedom» by Tommy Hilfiger, в рекламе которого снялся вместе с американской топ-моделью-ангелом Victoria's Secret — Лили Олдридж. Именно плодотворное сотрудничество с этой маркой принесло Кулькову львиную долю его дохода от моделирования.

### Профессиональные достижения
- Трижды появлялся на обложке мужского журнала «Details», что является большой редкостью для моделей, так как в основном обложки этого журнала украшают знаменитые актёры и певцы.
- В 2013 году занимал 4-е место в списке самых высокооплачиваемых моделей-мужчин по версии журнала «Forbes», заработав тогда 905$ тысяч.
- Значится в рейтингах «Top Icons Men» (иконы индустрии), «The Money Guys» (самые высокооплачиваемые) и «Sexiest Men» (самые сексуальные) по версии влиятельного сайта models.com.

## Личная жизнь
В 2015 году встречался с белорусской моделью Евгенией Катовой. Расстались в 2018 году.